# Grossbach (Sihl)
Der Grossbach ist ein rund 7 Kilometer langer Zufluss des Sihlsees im Schweizer Kanton Schwyz. Er durchfliesst das Tal Grosser Runs, früher Amselthal genannt, in der Gemeinde Einsiedeln.

## Geographie

### Verlauf
Das Quellgebiet des Grossbachs liegt am Nordhang der Butziflue auf etwa 1475 m ü. M. im Gebiet Im Stock. Er wird hier von unzähligen kleinen Gräben gespeist, die den Nadelwald durchziehen. Er fliesst anfangs nach Nordosten Richtung Talboden, den er auf 1309 m ü. M. erreicht.
Er durchfliesst das stark bewaldete Tal in nordnordöstlicher Richtung und passiert dabei einige kleine Alpen. Bei Ijenschatten flacht das Tal ab und der Wildbach tritt in eine breite Kiesebene ein, die als Geschiebesammler dient. Ab hier ist der Grossbach bis zur Mündung durch dutzende Sperren gezähmt. Der Bach wendet sich nach Nordosten und passiert Chälberweidli, Rampelensäge sowie Entenbach. 
Der Grossbach erreicht das Quartier Grossbach wenig südlich von Gross und mündet schliesslich auf 889 m ü. M. linksseitig in den Sihlsee.

### Einzugsgebiet
Das Einzugsgebiet des Grossbachs erstreckt sich über eine Fläche von 10,6 Quadratkilometer. Es besteht aus 64,9 % bestockter Fläche, 31,1 % landwirtschaftlicher Fläche, zu je 1,5 % unproduktiver Fläche und Siedlungsfläche sowie 1,1 % Gewässerfläche. Der höchste Punkt liegt auf 1608 m ü. M. wenig unterhalb des Gschwändstocks, die durchschnittliche Höhe beträgt 1233 m ü. M.
Im Westen liegt das Einzugsgebiet der Alp und im Süden das der Minster.

### Zuflüsse
- Gächiruus (links), 0,7 km
- Ijenruus (rechts), 1,7 km, 0,58 km²
- Breitenbächli (rechts), 1,5 km, 0,76 km²
- Äntenbach (links), 1,0 km

## Hydrologie
Bei der Mündung des Grossbachs in den Sihlsee beträgt seine modellierte mittlere Abflussmenge (MQ) 520 l/s. Sein Abflussregimetyp ist nivo-pluvial préalpin und seine Abflussvariabilität beträgt 20.